# Richárd Bánhidi
Richárd Bánhidi (* 1. Dezember 1973 in Kaposvár) ist ein ehemaliger ungarischer Badmintonspieler.

## Sportliche Karriere
Bánhidi erkämpfte sich 1991 seinen ersten Titel bei den nationalen Juniorenmeisterschaften. Im gleichen Jahr war er auch erstmals international erfolgreich, als er die Romanian International gewann. 1992 gewann er alle drei möglichen Juniorentitel und erstmals auch einen Titel bei den Erwachsenen. Ein Jahr später gewann er ein weiteres Triple bei den nationalen Meisterschaften sowie zwei internationale Titel in der Slowakei. 1995 gewann er die Herreneinzeldisziplin bei den nationalen Titelkämpfen, ein Jahr später fügte er zum Einzel- noch den Doppeltitel hinzu. 1997 war er erneut im Einzel und Doppel erfolgreich, während er 1998 das Mixed gewann und 1999 einmal mehr das Herrendoppel. 2000 und 2002 siegte er im Mixed. Seinen letzten Titel holte er 2005 erneut im Herrendoppel.

## Erfolge
| Saison | Veranstaltung                                  | Disziplin    | Sieger                            |
| ------ | ---------------------------------------------- | ------------ | --------------------------------- |
| 1991   | Ungarn: Einzelmeisterschaften der Junioren     | Mixed        | Richard Banhidi / Adrienn Kocsis  |
| 1991   | Romanian International                         | Herrendoppel | Tamás Gebhard / Richárd Banhidi   |
| 1992   | Ungarn: Einzelmeisterschaften der Junioren     | Herrendoppel | Richard Banhidi / Karolyi Akos    |
| 1992   | Ungarn: Einzelmeisterschaften der Junioren     | Mixed        | Richard Banhidi / Andrea Ódor     |
| 1992   | Ungarn: Einzelmeisterschaften der Junioren     | Herreneinzel | Richard Banhidi                   |
| 1992   | Ungarn: Internationale Juniorenmeisterschaften | Herrendoppel | Richard Banhidi / Karolyi Akos    |
| 1992   | Ungarn: Einzelmeisterschaften                  | Herrendoppel | Richard Banhidi / Attila Nagy     |
| 1993   | Slowakei: Internationale Meisterschaften       | Herreneinzel | Richard Banhidi                   |
| 1993   | Slowakei: Internationale Meisterschaften       | Mixed        | Richard Banhidi / Adrien Kocsis   |
| 1993   | Ungarn: Einzelmeisterschaften                  | Mixed        | Richard Bánhidi / Csilla Fórián   |
| 1993   | Ungarn: Einzelmeisterschaften                  | Herreneinzel | Richard Bánhidi                   |
| 1993   | Ungarn: Einzelmeisterschaften                  | Herrendoppel | Richard Bánhidi / Attila Nagy     |
| 1995   | Ungarn: Einzelmeisterschaften                  | Herreneinzel | Richard Bánhidi                   |
| 1996   | Ungarn: Einzelmeisterschaften                  | Herrendoppel | Richard Bánhidi / Attila Nagy     |
| 1996   | Ungarn: Einzelmeisterschaften                  | Herreneinzel | Richard Bánhidi                   |
| 1997   | Ungarn: Einzelmeisterschaften                  | Herrendoppel | Richard Bánhidi / Attila Nagy     |
| 1997   | Ungarn: Einzelmeisterschaften                  | Herreneinzel | Richard Bánhidi                   |
| 1998   | Ungarn: Einzelmeisterschaften                  | Mixed        | Richard Bánhidi / Csilla Fórián   |
| 1999   | Ungarn: Einzelmeisterschaften                  | Herrendoppel | Ákos Károlyi / Richard Bánhidi    |
| 2000   | Ungarn: Einzelmeisterschaften                  | Mixed        | Richard Bánhidi / Andrea Dakó     |
| 2002   | Ungarn: Einzelmeisterschaften                  | Mixed        | Richard Bánhidi / Csilla Fórián   |
| 2005   | Ungarn: Einzelmeisterschaften                  | Herrendoppel | Levente Csiszér / Richárd Bánhidi |